# Thansing
Thansing (en népalais : थानसिङ) est un comité de développement villageois du Népal situé dans le district de Nuwakot. Au recensement de 2011, il comptait 6 126 habitants.